# Josafá Menezes da Silva
Josafá Menezes da Silva (Salinas da Margarida, 2 de janeiro de 1959) é um prelado católico brasileiro. Foi bispo auxiliar de Salvador, bispo diocesano de Barreiras, arcebispo de Vitória da Conquista e é o atual arcebispo de Aracaju.

## Biografia
Foi ordenado presbítero em Salvador dia 14 de maio de 1989. É formado em teologia na Universidade Católica do Salvador, fez especialização em filosofia na Universidade Gregoriana de Roma, licenciatura em teologia na Pontifícia Universidade Lateranense, também em Roma, em 1999, e o doutorado em antropologia teológica nessa mesma universidade, finalizado em 2001.
Foi reitor do Seminário Central São João Maria Vianey, na Arquidiocese de São Salvador da Bahia. Em 12 de janeiro de 2005, foi nomeado bispo auxiliar da Sé Primacial do Brasil pelo papa João Paulo II e sagrado bispo, logo em 10 de março, pelo cardeal arcebispo Dom Geraldo Majella Agnelo.
Em 13 de março de 2024 foi nomeado Arcebispo de Aracaju, sendo a sua posse no dia 25 de maio de 2024
Já assumiu vários ministérios, entre eles estão:
- Pároco da Paróquia São João Batista, em Vila América, Salvador (1990-1996);
- Vice-reitor do Seminário Propedêutico Santa Terezinha de Lisieux (1990-1996);
- Vigário Forâneo da Forania Rio Vermelho e Federação (1992-1996);
- Ecônomo Adjunto da Arquidiocese de Salvador BA (1995-1996);
- Foi professor no Instituto Social da Bahia e no Instituto de Teologia da UCSal (1989-1995);
- Professor do curso de teologia da UCSal, Salvador (2002–);
- Professor do programa de pós-graduação em Ciências da Família da UCSal (2002-);
- Professor do programa Lato Sensu no Centro de Cultura e Formação Cristã, em Belém do Pará (2003);
- Sua última função antes de ascender ao episcopado foi reitor do seminário Propedêutico Santa Terezinha do Menino Jesus e responsável pela Comissão Teológica da Arquidiocese de Salvador.